# Cochamó
Cochamó is een gemeente in de Chileense provincie Llanquihue in de regio Los Lagos. Cochamó telde 4.023 inwoners in 2017.